# Єллінський Митрофан Микитович
Єллінський Митрофан Микитович (1772, Курське, тепер РФ — 3 березня 1830/31, м. Санкт-Петербург) — російський науковець, ад'юнкт-професор, лейб-хірург, статський радник.

## Біографія
Народився у сім'ї священика. Очевидно, навчався у Києво-Могилянській академії (за А. Змеєвим — у Харківському колеґіумі), звідки 1792 року вступив до Санкт-Петербурзької медико-хірургічного училища при Санкт-Петербурзькому генеральному сухопутному госпіталі.
Ще під час навчання написав розвідку «О цинге» (1793). 1794 року отримав звання підлікаря. За рекомендацією професора Никона Карпинського, який помітив непересічні здібності Єллінського, обраний на посаду прозектора анатомії. 1795 року склав іспит, одержав звання лікаря і був обраний ад'юнкт-професором анатомії кафедри анатомії та фізіології, яку очолював Н. Карпинський. Однак Єллінський обірвав блискучу кар'єру науковця і 1796 року став полковим лікарем лейб-гвардії Преображенського полку.
З 1798 року — штаб-лікар, з 1805 року — головний штаб-лікар будинку для вдів та оператор у лікарні для бідних у Санкт-Петербурзі. У 1810 році виконував обов'язки помічника міського акушера Санкт-Петербурга. У 1826 році одержав звання лейб-хірурга. Нагороджений орденом св. Володимира IV ст.
Помер Митрофан Єллінський у Санкт-Петербурзі під час епідемії холери.

## Наукова діяльність
М. М. Єллінський — автор численних наукових творів. Працюючи під керівництвом Н. Карпинського в галузі анатомії, запропонував на розгляд Санкт-Петербурзької державної медичної колегії праці «О сердце покрытом кроме общего перикардия тремя отдельными оболочками», «О прибавочном печеночном канале» та «О камнях замешковавшихся в устье мочеточников» — всі надруковані у збірці у 1805 році. Окремим виданням вийшла у 1807 році у Санкт-Петербурзі «Фармакопея для бідних».
Крім опублікованих праць, деякі залишились у рукописах, зокрема: «О глистах» (1796), «О постоянстве паховых бубонов как симптоме венерической болезни» (1803).